# Stazione di Cherasco
La stazione di Cherasco è stata una stazione ferroviaria posta sulla ferrovia Bra-Ceva. Serviva il comune di Cherasco e il vicino centro abitato di La Morra.

## Storia
La stazione venne inaugurata nel 1874 lungo quello che allora era il tracciato per Savona via Cavallermaggiore-Bra-Bastia Mondovì. Quando nel 1933 questa tratta venne spostata ad ovest via Savigliano-Fossano-Mondovì, con un percorso più rettilineo e costruita a doppio binario, la ferrovia e tutte le sue stazioni sopravvissero, seppure relegate ad un ruolo strettamente locale. Continuò il suo esercizio fino all'alluvione del Tanaro del 1994, che devastò la linea, portando alla chiusura della Bra-Ceva, sancendo così la fine definitiva del servizio passeggeri. Da allora la stazione di Cherasco, seppur privata della linea aerea, è tenuta attiva per il traffico merci tra Cherasco e Bra (unico tratto della ferrovia non dismesso), servendo la contigua fabbrica di container.
Nell'anno 2016 è stato presentato, a Torino, il progetto di mobilità MetroGranda, una linea di metropolitana leggera ideata per collegare i principali centri della provincia di Cuneo sfruttando le vecchie linee Saluzzo-Cuneo, Cuneo-Mondovì, Mondovì-Bastia-Bra, Bra-Cavallermaggiore, Cavallermaggiore-Savigliano. Il progetto prevederebbe quindi la ricostruzione il ripristino della linea Bastia-Bra, con conseguente riapertura al traffico passeggeri della stazione stessa. Non sono al momento previsti finanziamenti.

## Strutture e impianti
La stazione era composta da un fabbricato viaggiatori, abbandonato, 3 binari passanti e dallo scalo merci, attivo ancora adesso di un paio di tronchi.

## Movimento
Il traffico passeggeri, sino al 1994, era servito dai convogli regionali tra Carmagnola, Bra e Ceva.

## Servizi
La stazione disponeva di:
- Sala d'attesa
- Servizi igienici